# آلکسیوم
آلکسیوم (انگلیسی: Alexium) شرکت صنایع شیمیایی استرالیایی است، که در سال ۱۹۸۰ تأسیس شد.